# Sixt
Sixt SE — европейская компания, оказывающая услуги проката автомобиля с широкой международной сетью представительств. По состоянию на 2018 год компания была представлена более 2098 пунктами проката в более 100 странах мира, парк автомобилей составляет более 270 000 транспортных средств.

## История компании
Компания Sixt Autofahrten основана в 1912 году в Мюнхене (Германия) предпринимателем Мартином Сикстом (Martin Sixt) и была первой компанией по аренде автомобилей в Европе.
В 1927 году в семейный бизнес вступает сын основателя Ханс Сикст, который принимает права на управление компанией.
В 1943 году в результате конфискации Вермахтом компания теряет практически весь свой автопарк, сотрудникам удаётся спрятать лишь семиместный Mercedes 230.
В 1945 в ходе бомбардировок основатель компании Мартин Сикст погибает.
В 1946 году Ханс Сикст возрождает компанию под новым названием — Auto Sixt, имея всего сохранившися Мерседес и 2 автомобиля-такси, доставшиеся от американской армии.
Впервые в Европе в 1948 году компания оснащает все свои такси рациями.
В 1967 году Auto Sixt становится первой фирмой в Германии, предлагающей лизинговые программы приобретения автомобилей. В 1969 году управление компанией принимает Эрих Сикст.
Компания меняет своё название в 1982 году. Теперь она называется не Auto Sixt, а Sixt Autovermietung GmbH. До 1997 года все филиалы компании представляли собой единое юридическое лицо.
С 1998 года компания начинает активно продвигать по всему миру свои услуги, открывая представительства уже на условиях франчайзинга.
В 2007 году компания Sixt удостоилась награды «Лучшая арендная компания в Европе».
Сегодня это одна из ведущих семейных компаний с суммарным автопарком порядка 220 тыс. транспортных средств. На текущий момент президент компании Регина Сикст (Regine Sixt), управляют компанией также Рюдигер Проске и Детлеф Крехан.

## Деятельность компании

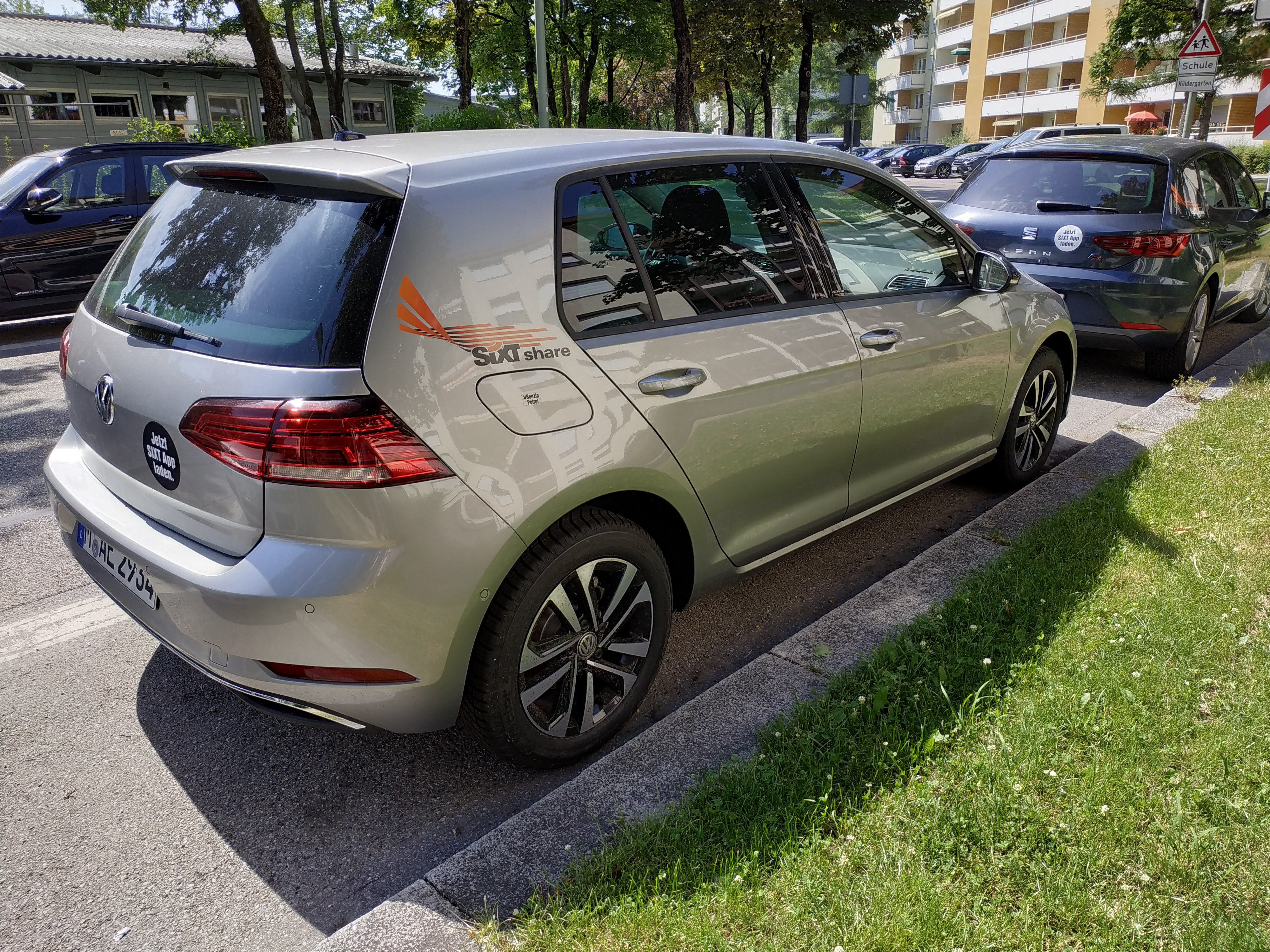
Авто из каршеринга SIXT Share на мюнхенской улице (2019 год)

В настоящее время Sixt оказывает широкий спектр услуг, связанных с автотранспортом. Это:
- Прокат и аренда автомобилей (в том числе долгосрочная, на выходные и т. д.)
- Аренда автомобилей с водителем (включая трансферы в аэропорты и на железнодорожные вокзалы, предоставление автомобилей для мероприятий)
- Флит-менеджмент
- Лизинг автомобилей
- Каршеринг

## Партнёрские программы
Sixt имеет партнерские отношения с более чем 50 мировыми авиакомпаниями во всем мире, принимает участие в их программах лояльности, а также является партнёром большого количества гостиничных сетей, таких как Hyatt, Hilton и др., также участвует в их программах.